# Reuben Arthur
Reuben Arthur (* 12. Oktober 1996 in London) ist ein britischer Sprinter, der sich auf den 100-Meter-Lauf spezialisiert hat.

## Sportliche Laufbahn
Erste internationale Erfahrungen sammelte Reuben Arthur bei den Jugendweltmeisterschaften 2013 in Donezk, bei denen er mit 10,66 s im Halbfinale über 100 Meter ausschied. 2014 nahm er an den Juniorenweltmeisterschaften in Eugene teil und erreichte dort erneut das Halbfinale. Zudem konnte er mit der britischen 4-mal-100-Meter-Staffel das Rennen nicht beenden. 2015 belegte er bei den Junioreneuropameisterschaften in Eskilstuna den vierten Platz über 100 Meter und wurde mit der britischen Stafette im Vorlauf disqualifiziert.
Zwei Jahre später belegte er bei den U23-Europameisterschaften im polnischen Bydgoszcz den fünften Platz und gewann mit der britischen Staffel in 39,11 s die Silbermedaille hinter Deutschland. 2018 nahm er erstmals an den Commonwealth Games im australischen Gold Coast teil und siegte dort mit der englischen 4-mal-100-Meter-Staffel in 38,13 s vor Südafrika und Jamaika.
Reuben Arthur ist Absolvent an der Goldsmiths, University of London.

## Persönliche Bestzeiten
- 100 Meter: 10,18 s (+0,2 m/s), 17. Juni 2017 in Bedford
  - 60 Meter (Halle): 6,68 s, 13. Januar 2018 in Lee Valley
- 200 Meter: 21,29 s (+0,5 m/s), 29. Mai 2017 in Newham